# Viburnum tacanense
Viburnum tacanense är en desmeknoppsväxtart som beskrevs av Cyrus Longworth Lundell. Viburnum tacanense ingår i släktet olvonsläktet, och familjen desmeknoppsväxter. Inga underarter finns listade i Catalogue of Life.